# خورخي هيرنانديز
خورخي هيرنانديز (مواليد 17 نوفمبر 1954) هو ملاكم كوبي، مثّل بلاده في الألعاب الأولمبية الصيفية في دورتي 1976 و1980.

## روابط خارجية
خورخي هيرنانديز على موقع أوليمبيديا (الإنجليزية)